# 洛亨 (馬里蘭州)
洛亨（英語：Lochearn）是位於美國馬里蘭州巴爾的摩縣的一個普查規定居民點。

## 人口
根據2020年美國人口普查的數據，洛亨的面積為14.56平方千米，當中陸地面積為14.58平方千米，而水域面積為0.08平方千米。當地共有人口25511人，而人口密度為每平方千米1,752.13人。